# 48Я6-К1 «Подльот»
48Я6-К1 «Подльот» (рос. «Подлёт») — універсальна мобільна твердотільна трикоординатна станція радіолокації з ФАР кругового огляду та виявлення повітряних цілей на малих і гранично малих висотах у складній перешкодовій обстановці.
Радіолокаційний комплекс розроблений концерном ППО «Алмаз-Антей» для Повітряно-Космічних Сил Росії. Комплекс призначений для видачі цілевказівки для ЗРК С-300, С-400 та подібних до них.
До 2009 р. концерном ППО «Алмаз-Антей» вже велося створення дослідного зразка РЛС. Державні випробування комплексу розпочато у 2010 р. Перші поставки РЛС «Подлет-К1» до військ ППО Росії розпочато у 2015 р.

## Можливості комплексу
РЛС забезпечує:
- автоматичне виявлення та визначення координат цілі
- захоплення та супровід будь-яких аеродинамічних цілей у тому числі і малопомітних
- визначення державної приналежності
- видачу інформації про цілі зенітним ракетним комплексам (наприклад, С-300 та С-400) та винищувальної авіації.[5]

## Особливості конструкції
РЛС має кілька режимів бойового чергування:
- Режим низьковисотного виявлення — основний бойовий режим, при якому забезпечується отримання трасової або координатної інформації за цілями, що діють на малих і гранично малих висотах
- Режим висотного виявлення — бойовий режим, у якому забезпечується отримання трасової чи координатної інформації з цілям, які діють на малих, середніх і великих висотах
- Режим далекого виявлення — режим забезпечення отримання трасової або координатної інформації за цілями, що діють на великих дальностях у простих перешкодах
- Гірський режим — режим отримання трасової або координатної інформації за цілями, що діють на малих і гранично малих висотах, при встановленні РЛС на позиціях у горах.

### Склад комплексу
- антенний пост на шасі КАМАЗ
- кунг управління на шасі КАМАЗ
- електрогенератор на шасі КАМАЗ

## Основні характеристики
- Діапазон частот випромінювання — сантиметровий
- Кількість цілей, що одночасно виявляються, — 200
- Дальність дії:
  - 10-200 км
  - 10-300 км (дод. режим)
- Максимальна висота виявлення — 10 км.
- Зона виявлення:
  - за азимутом — 360 град
  - за кутом місця — від -2 до +25 град і (від -7 до +12 град в дод. режимі)
- Швидкість цілей — до 4400 км/год
- Точність вимірювання координат цілі:
  - за дальністю — 200 м
  - за азимутом — 1.6 град
- Період огляду простору — 5 і 10 с
- Коефіцієнт придушення відбиття від місцевих предметів — 50 Дб
- Час розгортання (згортання) засобів комплексу — 20 хв.

Час вмикання РЛС — 3 хв[не знайдено в джерелі 979 днів]

## Бойове застосування

### Російсько-українська війна
Застосовується в ході Вторгнення в Україну. Відомо про знищення українськими військовими однієї РЛС під Лазурним на узбережжі Чорного моря 19 липня 2022 року.
Менш ніж за тиждень після того, 24 липня 2022 року ОК «Південь» повідомило про знищення російської батареї ЗРК С-300 в районі Зеленотропинського (поблизу з ринком «Журавель», на відстані близько 23 км від знищеної РЛС під Лазурним).
Попри те, оснащені такими РЛС зенітні ракетні комплекси виявились ефективним засобом закриття неба для українських літаків. Так, найбільша відстань ураження українського літака, що летів на надмалій висоті — менше 15 м над землею, становить близько 150 км.
1 листопада 2023 року ГУР повідомило про пошкодження РЛС біля села Червона Поляна Шебекінського району Бєлгородської області.
27 квітня 2024 року група «Гуси-9» ГУР і 15 ОБрАР «Чорний ліс» виявили та уразили російську радіолокаційну станцію 48Я6-К1 «Подлет», що використовується комплексами С-300 та С-400. Ймовірно, РЛС уразили дронами-камікадзе Warmate.

## Експлуатанти
- Росія

## Галерея

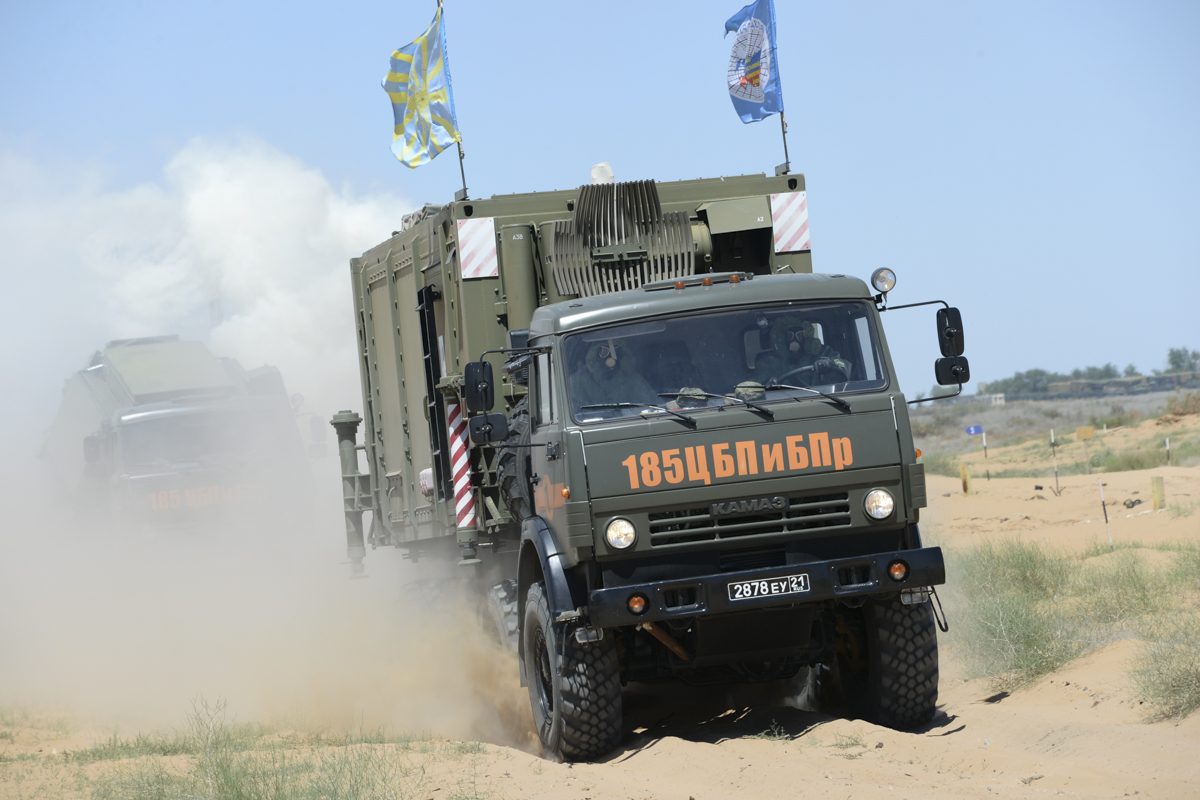
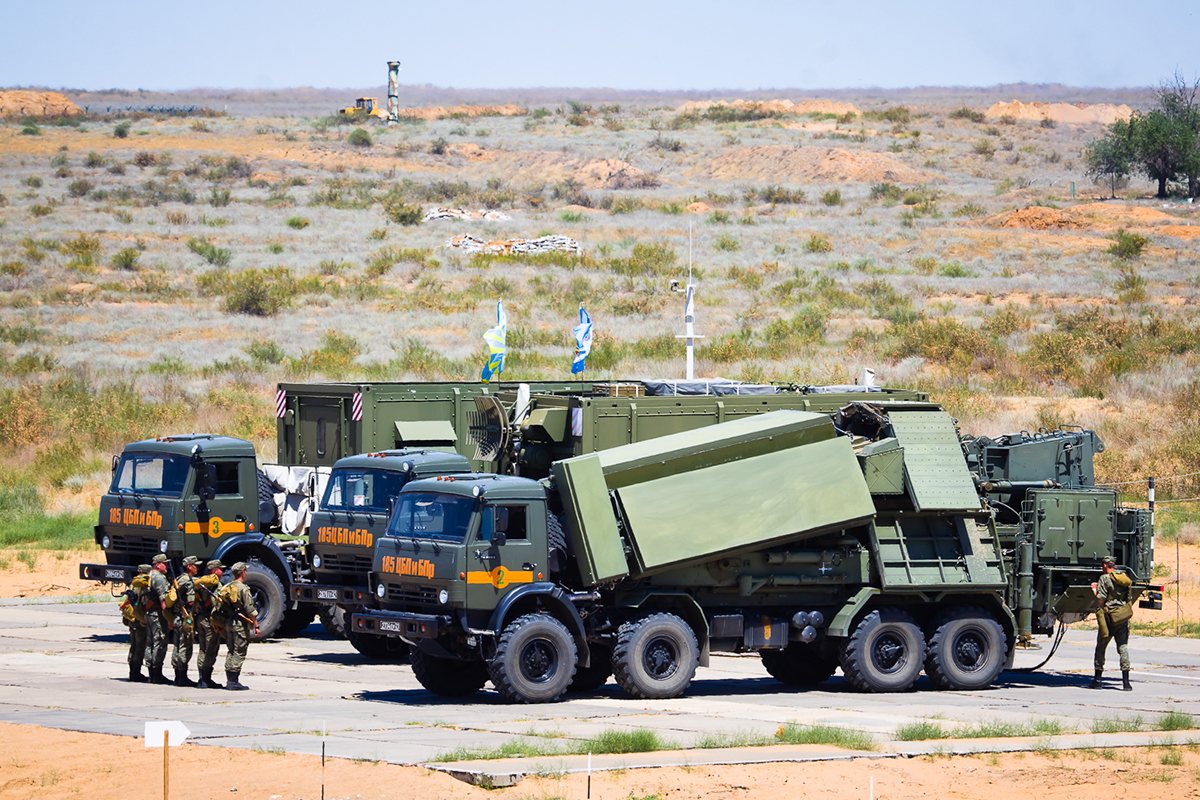
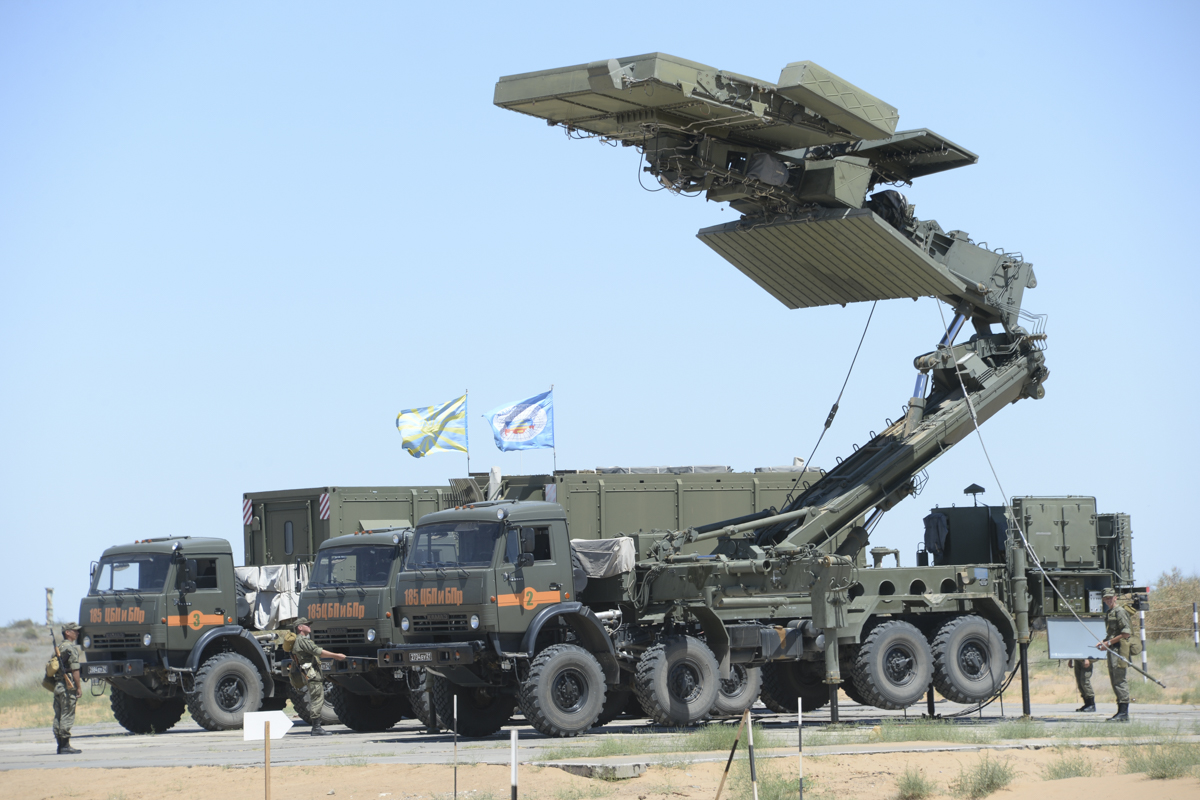
перехід з транспортного в бойове